# Право на здраву животну средину
Право на здраву животну средину или право на одрживу и здраву животну средину је људско право које заговарају организације за људска права и еколошке организације ради заштите еколошких система који обезбеђују здравље људи. Право је признато од стране Савета Уједињених нација за људска права током своје 48. заседања у октобру 2021. а затим и од стране Генералне скупштине Уједињених нација 28. јула 2022. 
Право је међусобно повезано са другим људским правима усмереним на здравље, као што су право на воду и санитарије, право на храну и право на здравље. Право на здраву животну средину користи приступ људских права за заштиту квалитета животне средине; овај приступ се бави утицајем еколошке штете на људе, за разлику од традиционалнијег приступа еколошке регулативе који се фокусира на утицаје на друге државе или саму животну средину. Још један приступ заштити животне средине су права природе која покушава да прошири права која уживају људи и корпорације и на природу.

## Закони
Право ствара обавезу државе да регулише и спроводи законе о животној средини, контролише загађење и на други начин обезбеди правду и заштиту заједницама оштећеним еколошким проблемима. Право на здраву животну средину је важно право за стварање еколошких правних преседана за судске спорове око климатских промена и друга питања животне средине.
Године 2021, током свог 48. заседања, Савет Уједињених нација за људска права усвојио је резолуцију (коју је предложила основна група коју чине Костарика, Мароко, Словенија, Швајцарска и Малдиви), којом се признаје „људско право на чиста, здрава и одржива животна средина“, што је први пут да је тело прогласило људско право. Резолуција није правно обавезујућа, али "позива Генералну скупштину Уједињених нација да размотри то питање".
Генерална скупштина Уједињених нација усвојила је 2022. године, током свог 76. заседања, резолуцију коју је предложила главна група укључујући Костарику, Мароко, Словенију, Швајцарску и Малдиве, којом се још једном признаје људско право на чисту, здраву и одрживу животну средину. Иако резолуције Генералне скупштине нису правно обавезујуће, ову резолуцију су поздравили високи комесар УН за људска права Мишел Башеле, више специјалних известилаца и чланови неких организација цивилног друштва.

### Република Србија
Право на здраву животну средину као једно од људских права и слобода гарантује Устав Србије. У члану 74 утврђује се да „свако има право на здраву животну средину и на благовремено и потпуно обавештавање о њеном стању.”
Закон о заштити животне средине представља кровни закон у овој области којим се уређује интегрални систем заштите животне средине који обезбеђује остваривање права човека на живот и развој у здравој животној средини и уравнотежен однос привредног развоја и животне средине у Републици Србији. 
У системске законе којима је уређена заштита животне средине спадају и Закон о процени утицаја на животну средину, Закон о стратешкој процени утицаја на животну средину и Закон о интегрисаном спречавању и контроли загађивања животне средине.